# Pholcus taibeli
Pholcus taibeli là một loài nhện trong họ Pholcidae. Loài này được phát hiện ở Ethiopië.